# یورگن لینگ
یورگن لینگ (انگلیسی: Jørgen Lyng؛ زادهٔ ۷ مارس ۱۹۳۴) فرد نظامی اهل دانمارک است.